# Gibbera conferta
Gibbera conferta är en svampart som först beskrevs av Elias Fries, och fick sitt nu gällande namn av Franz Petrak 1947. Gibbera conferta ingår i släktet Gibbera och familjen Venturiaceae.   Inga underarter finns listade i Catalogue of Life.
I den svenska databasen Dyntaxa används istället namnet Pyrenobotrys conferta för samma taxon.  Arten är reproducerande i Sverige.